# Labadoux
Het Labadoux festival is een folkfestival dat sinds 1988 elk jaar gehouden wordt in de gemeente Ingelmunster in de Belgische provincie West-Vlaanderen. Het festival is uitgegroeid tot een vaste waarde in het Vlaamse festivallandschap. Labadoux presenteert 'Muziek met wortels' en tegelijk ook open voor nieuw talent dat een originele insteek aan het festival kan geven. Het festival vindt plaats op een terrein aan het Kanaal Roeselare-Leie.(Trakelweg, Ingelmunster)
Het festival is ontstaan uit het muziekcafé "De Fagot" uitgebaat door Jean-Piere Deven. "De Fagot" bevindt zich in de Stationsstraat tussen de Mandel en het Kanaal Roeselare-Leie. Het gebouw waar nu de kroeg is, was het uiteinde van de lange voorgevel van Tapijtenweverij Vanooteghem. Daarin leefde toen de conciërge van de fabriek. De fabriek noemde men vroeger in de volksmond "De Labadou". In een Frans etymologisch woordenboek van 1850 staat: labadou = lavier; lieu destiné à laver du linge. Dus een plaats om linnen te wassen. Toepasselijk voor een tapijtenfabriek waar veel linnen gebruikt werd. Wanneer het woord labadou voor het eerst werd gebruikt in Ingelmunster weet men niet. Het woord werd door de plaatselijke heemkundige kring gevonden in een interview met Leon Deschuytere. De X werd uiteindelijk toegevoegd door het comité dat in 1988 een cultuurfeest wilde organiseren dicht bij De Fagot.

## De eersteling
De eerste aflevering van het festival vond plaats in september 1988 in De Mandelmeersen, dicht bij "De Fagot". Het was een puur folkfestival met als bekendste band "De Oysterband". Het was bedoeld als cultuurschok voor Ingelmunster, maar werd een financiële schok voor de organisatoren. Men had echter ook de uitdaging en potenties gezien van een folkfestival. Het organisatiecomité, bestaande uit Jean-Pierre Deven, Hilde Van Hoorne, Chris Bultynck, Carine Renier, Claire Neyts en Martha Verbrugghe, gaf daarom niet op en richtte een vzw op, die de uitvoering van het festival op zich nam.
Uit het financieel geflopte eerste festival had men ook de les getrokken dat een puur folkfestival maar een beperkt publiek aanspreekt. Een randprogramma zorgde een aanzienlijke uitbreiding van het publiek. Topnamen van de aflevering 1990 waren Willem Vermandere, Bram Vermeulen en Hans De Booij.
In 1994 bleek het terrein al te klein en week men uit naar het Mandes-circuit (Meulebekestraat) in Ingelmunster. Belangrijke vernieuwing was toen de inrichting van een aparte cafétent. Hierdoor werden bar en concert gescheiden. Na de aflevering 1995 ontstond een geschil met de eigenaren van het terrein en moest het festival opnieuw verhuizen.

## De bijna-ramp van 1996
Dankzij een inspanning van burgemeester Georges Defreyne kon Labadoux terugkeren naar de vaart waar het ooit begon. Het festival kon terecht op een weide bij de ringbrug. De nieuwe locatie had geen enkele voorziening waardoor het plaatsen van extra tenten tegen extra kosten noodzakelijk werd. Door overmacht haakte ook de hoofdsponsor af.
Tot overmaat van ramp werd het terrein op vrijdag getroffen door extreme regenval. De brandweer kwam te hulp om water weg te pompen en tal van vrijwilligers en festivalbezoekers spanden zich in om het terrein begaanbaar te maken. De tenten werden voorzien van plankieren en tussen de tenten werden looppaden aangelegd. Hoofdact Fairport Convention deed de modder vergeten en uiteindelijk sloot Guido Belcanto het festival af. Labadoux ging dat jaar net niet kopje onder ...

## Na 1996
In 1997 huurde de gemeente Ingelmunster een terrein van 7000 m² van de dienst Waterwegen om dit ter beschikking te stellen aan de Ingelmunsterse verenigingen of organisaties. Het domein nabij de Wantebrug langs het Kanaal biedt vele mogelijkheden het werd meteen de nieuwe thuishaven voor Labadoux.
Het Labadoux festival wordt tegenwoordig jaarlijks geprogrammeerd op het eerste volledig weekend van mei.(de vrijdag moet in mei vallen)

## Artiesten
Bekende artiesten op Labadoux waren onder meer:

| Naam (jaartal)                         | Naam (jaartal)             | Naam (jaartal)                          | Naam (jaartal)                                         |
| -------------------------------------- | -------------------------- | --------------------------------------- | ------------------------------------------------------ |
| 10CC (2003, 2008)                      | Bob Geldof (1999)          | De Nieuwe Snaar (1996, 2005)            | Bram Vermeulen (1990, 1994)                            |
| Altan (2001)                           | Focus (2002)               | Carlos Núñez (2001)                     | Zjef Vanuytsel (1991, 1999)                            |
| Arid (2011)                            | Gorki (2011)               | Raymond van het Groenewoud (1995)       | The Levellers (2005, 2010)                             |
| Guido Belcanto (1992, 1996)            | Hothouse Flowers (2009)    | The Fureys (1996)                       | Urban Trad (2004, 2007)                                |
| Hans de Booy (1990)                    | Ishtar (2010)              | Thin Lizzy (2000)                       | De Dannan (1999)                                       |
| Dave Berry (1995)                      | Kadril (2000, 2003, 2011)  | Zap Mama (2004)                         | Twarres (2001)                                         |
| Blackmore's Night (2002)               | Mory Kanté (2002)          | Orchestre International du Vetex (2011) | Garland Jeffreys (2009)                                |
| Luka Bloom (1998, 2008)                | Flip Kowlier (2011)        | Bart Peeters (2005, 2007)               | The Dubliners (2003, 2013)                             |
| Frank Boeijen (2002)                   | De Laatste Showband (2006) | Johnny Winter (2007)                    | Flairck (2001)                                         |
| Kris De Bruyne (1991)                  | Roby Lakatos (2005)        | Roland (2010)                           | Yevgueni (2008, 2010)                                  |
| Jan De Wilde (1991)                    | Liesbeth List (2002)       | Maggie Reilly (2009)                    | Willem Vermandere (1990, 1993, 1998, 2001, 2004, 2008) |
| Dave Edmunds (2006)                    | Moya Brennan (2011)        | Guy Swinnen (2003, 2009)                | Warren Zevon (2000)                                    |
| Fairport Convention (1996, 2000, 2003) | Neeka (2006)               |                                         |                                                        |